# Copa Mundial de Hockey Masculino de 2002
La X Copa Mundial de Hockey Masculino se celebró en Kuala Lumpur (Malasia) entre el 24 de febrero y el 9 de marzo de 2002 bajo la organización de la Federación Internacional de Hockey (FIH) y la Federación Malaya de Hockey.
Los partidos se efectuaron en el Estadio Nacional Bukit Jalil de la capital malaya. Participaron en total 16 selecciones nacionales divididas en 2 grupos.

## Grupos
| Grupo A       | Grupo B       |
| ------------- | ------------- |
| Países Bajos  | Corea del Sur |
| Pakistán      | Inglaterra    |
| Nueva Zelanda | India         |
| Bélgica       | Cuba          |
| Alemania      | Australia     |
| Argentina     | Malasia       |
| España        | Japón         |
| Sudáfrica     | Polonia       |

## Primera fase
Los primeros dos de cada grupo disputan las semifinales. 

### Grupo A
| Equipo        | J | G | E | P | GF | GC | DG  | PTS |
| ------------- | - | - | - | - | -- | -- | --- | --- |
| Alemania      | 7 | 6 | 0 | 1 | 19 | 8  | +11 | 18  |
| Países Bajos  | 7 | 5 | 1 | 1 | 17 | 5  | +12 | 16  |
| Argentina     | 7 | 5 | 0 | 2 | 18 | 12 | +6  | 15  |
| Pakistán      | 7 | 4 | 0 | 3 | 16 | 9  | +7  | 12  |
| España        | 7 | 3 | 2 | 2 | 12 | 11 | +1  | 11  |
| Nueva Zelanda | 7 | 2 | 0 | 5 | 9  | 18 | -9  | 6   |
| Sudáfrica     | 7 | 1 | 1 | 5 | 7  | 19 | -12 | 4   |
| Bélgica       | 7 | 0 | 0 | 7 | 7  | 23 | -16 | 0   |

- Resultados

| Fecha | Partido       | Partido | Partido       | Resultado |
| ----- | ------------- | ------- | ------------- | --------- |
| 24.02 | Pakistán      | -       | Sudáfrica     | 5-0       |
| 24.02 | Bélgica       | -       | España        | 0-2       |
| 24.02 | Alemania      | -       | Argentina     | 5-2       |
| 24.02 | Países Bajos  | -       | Nueva Zelanda | 4-0       |
| 25.02 | Pakistán      | -       | Bélgica       | 3-2       |
| 25.02 | Sudáfrica     | -       | Alemania      | 0-3       |
| 25.02 | Nueva Zelanda | -       | España        | 1-3       |
| 25.02 | Países Bajos  | -       | Argentina     | 2-1       |
| 27.02 | Bélgica       | -       | Países Bajos  | 1-5       |
| 27.02 | Argentina     | -       | Sudáfrica     | 4-1       |
| 27.02 | Alemania      | -       | España        | 2-3       |
| 27.02 | Pakistán      | -       | Nueva Zelanda | 2-0       |
| 28.02 | España        | -       | Países Bajos  | 1-1       |
| 28.02 | Sudáfrica     | -       | Nueva Zelanda | 1-2       |
| 28.02 | Argentina     | -       | Pakistán      | 2-1       |
| 28.02 | Bélgica       | -       | Alemania      | 0-3       |
| 02.03 | Alemania      | -       | Nueva Zelanda | 2-1       |
| 02.03 | España        | -       | Sudáfrica     | 2-2       |
| 02.03 | Bélgica       | -       | Argentina     | 1-3       |
| 02.03 | Pakistán      | -       | Países Bajos  | 1-2       |
| 03.03 | Argentina     | -       | Nueva Zelanda | 3-1       |
| 03.03 | España        | -       | Pakistán      | 0-2       |
| 03.03 | Sudáfrica     | -       | Bélgica       | 3-0       |
| 03.03 | Países Bajos  | -       | Alemania      | 0-1       |
| 05.03 | Bélgica       | -       | Nueva Zelanda | 3-4       |
| 05.03 | Pakistán      | -       | Alemania      | 2-3       |
| 05.03 | Sudáfrica     | -       | Países Bajos  | 0-3       |
| 05.03 | Argentina     | -       | España        | 3-1       |

### Grupo B
| Equipo        | J | G | E | P | GF | GC | DG  | PTS |
| ------------- | - | - | - | - | -- | -- | --- | --- |
| Australia     | 7 | 7 | 0 | 0 | 28 | 6  | +22 | 21  |
| Corea del Sur | 7 | 5 | 0 | 2 | 20 | 11 | +9  | 15  |
| Malasia       | 7 | 4 | 1 | 2 | 14 | 13 | +1  | 13  |
| Inglaterra    | 7 | 4 | 0 | 3 | 15 | 7  | +8  | 12  |
| Japón         | 7 | 3 | 1 | 3 | 10 | 15 | -5  | 10  |
| India         | 7 | 2 | 1 | 4 | 18 | 15 | +3  | 7   |
| Polonia       | 7 | 1 | 1 | 5 | 9  | 19 | -10 | 4   |
| Cuba          | 7 | 0 | 0 | 7 | 7  | 35 | -28 | 0   |

- Resultados

| Fecha | Partido       | Partido | Partido       | Resultado |
| ----- | ------------- | ------- | ------------- | --------- |
| 24.02 | Cuba          | -       | Corea del Sur | 2-6       |
| 24.02 | Inglaterra    | -       | Polonia       | 1-0       |
| 24.02 | Japón         | -       | India         | 2-2       |
| 24.02 | Malasia       | -       | Australia     | 0-3       |
| 26.02 | Corea del Sur | -       | India         | 2-1       |
| 26.02 | Japón         | -       | Malasia       | 0-1       |
| 26.02 | Australia     | -       | Inglaterra    | 1-0       |
| 26.02 | Polonia       | -       | Cuba          | 4-1       |
| 27.02 | Malasia       | -       | India         | 3-2       |
| 27.02 | Polonia       | -       | Australia     | 1-5       |
| 27.02 | Inglaterra    | -       | Cuba          | 7-0       |
| 27.02 | Corea del Sur | -       | Japón         | 3-0       |
| 01.03 | Australia     | -       | Cuba          | 6-0       |
| 01.03 | Polonia       | -       | Japón         | 1-2       |
| 01.03 | Inglaterra    | -       | India         | 3-2       |
| 01.03 | Malasia       | -       | Corea del Sur | 2-3       |
| 02.03 | Japón         | -       | Australia     | 0-5       |
| 02.03 | Cuba          | -       | India         | 0-4       |
| 02.03 | Corea del Sur | -       | Polonia       | 4-0       |
| 02.03 | Inglaterra    | -       | Malasia       | 1-2       |
| 04.03 | Inglaterra    | -       | Japón         | 1-2       |
| 04.03 | Malasia       | -       | Cuba          | 4-2       |
| 04.03 | Polonia       | -       | India         | 1-4       |
| 04.03 | Australia     | -       | Corea del Sur | 4-2       |
| 05.03 | Cuba          | -       | Japón         | 2-4       |
| 05.03 | Inglaterra    | -       | Corea del Sur | 2-0       |
| 05.03 | Australia     | -       | India         | 4-3       |
| 05.03 | Polonia       | -       | Malasia       | 2-2       |

## Fase final

### Partidos de posición
- Puestos 13.º a 16.º

| Fecha | Partido   | Partido | Partido | Resultado |
| ----- | --------- | ------- | ------- | --------- |
| 07.03 | Sudáfrica | -       | Cuba    | 5-1       |
| 07.03 | Polonia   | -       | Bélgica | 1-2       |

- Puestos 9.º a 12.º

| Fecha | Partido | Partido | Partido       | Resultado       |
| ----- | ------- | ------- | ------------- | --------------- |
| 07.03 | España  | -       | India         | 0-3             |
| 07.03 | Japón   | -       | Nueva Zelanda | 3-3 (7-8) t.p.* |

- (*) – Tiros penalty-strokes

- Puestos 5.º a 8.º

| Fecha | Partido   | Partido | Partido    | Resultado |
| ----- | --------- | ------- | ---------- | --------- |
| 07.03 | Argentina | -       | Inglaterra | 2-1       |
| 07.03 | Malasia   | -       | Pakistán   | 1-2       |

- Decimoquinto puesto

| Fecha | Partido | Partido | Partido | Resultado |
| ----- | ------- | ------- | ------- | --------- |
| 08.03 | Cuba    | -       | Polonia | 0-3       |

- Decimotercer puesto

| Fecha | Partido   | Partido | Partido | Resultado |
| ----- | --------- | ------- | ------- | --------- |
| 08.03 | Sudáfrica | -       | Bélgica | 5-4       |

- Undécimo puesto

| Fecha | Partido | Partido | Partido | Resultado |
| ----- | ------- | ------- | ------- | --------- |
| 08.03 | España  | -       | Japón   | 5-1       |

- Noveno puesto

| Fecha | Partido | Partido | Partido       | Resultado |
| ----- | ------- | ------- | ------------- | --------- |
| 08.03 | India   | -       | Nueva Zelanda | 1-2       |

- Séptimo puesto

| Fecha | Partido    | Partido | Partido | Resultado |
| ----- | ---------- | ------- | ------- | --------- |
| 08.03 | Inglaterra | -       | Malasia | 3-2       |

- Quinto puesto

| Fecha | Partido   | Partido | Partido  | Resultado |
| ----- | --------- | ------- | -------- | --------- |
| 08.03 | Argentina | -       | Pakistán | 3-5       |

### Semifinales
| Fecha | Partido   | Partido | Partido       | Resultado |
| ----- | --------- | ------- | ------------- | --------- |
| 07.03 | Alemania  | -       | Corea del Sur | 3-2       |
| 07.03 | Australia | -       | Países Bajos  | 4-1       |

### Tercer puesto
| Fecha | Partido       | Partido | Partido      | Resultado |
| ----- | ------------- | ------- | ------------ | --------- |
| 09.03 | Corea del Sur | -       | Países Bajos | 1-2       |

### Final
| Fecha | Partido  | Partido | Partido   | Resultado |
| ----- | -------- | ------- | --------- | --------- |
| 09.03 | Alemania | -       | Australia | 2-1       |

## Medallero
|          |           |              |
| Alemania | Australia | Países Bajos |

## Estadísticas

### Clasificación general
| 1. Alemania      |
| 2. Australia     |
| 3. Países Bajos  |
| 4. Corea del Sur |
| 5. Pakistán      |
| 6. Argentina     |
| 7. Inglaterra    |
| 8. Malasia       |
| 9. Nueva Zelanda |
| 10. India        |
| 11. España       |
| 12. Japón        |
| 13. Sudáfrica    |
| 14. Bélgica      |
| 15. Polonia      |
| 16. Cuba         |

### Máximos goleadores
| Puesto | Nombre        | País       | Goles |
| ------ | ------------- | ---------- | ----- |
| 1      | Jorge Lombi   | Argentina  | 10    |
| 1      | Sohail Abbas  | Pakistán   | 10    |
| 3      | Dave Matthews | Inglaterra | 7     |